# Funkcja Cobba-Douglasa
Funkcja Cobba-Douglasa − przedstawienie zależności produkcji od zasobów pracy i kapitału, często stosowane w ekonomii jako funkcja produkcji. Została sformułowana przez Knuta Wicksella i przetestowana na danych statystycznych przez Paula Douglasa i Charlesa Cobba w 1928 roku.
Oryginalnie sformułowana jako funkcja powyższych dwóch zmiennych:
{\displaystyle F(K,L)=aK^{\alpha }L^{\beta },\quad K,L\geqslant 0,}
gdzie:
{\displaystyle K} – nakład kapitału,
{\displaystyle L} – nakład pracy potrzebny do wytworzenia {\displaystyle Y=F(K,L)} jednostek produktu,
{\displaystyle a} – parametr skalujący.
Funkcja zachowuje zasadę malejących przychodów – każda kolejna jednostka jednego z zasobów bez wzrostu zasobu drugiego skutkuje mniejszym przyrostem produkcji.
W klasycznej funkcji Cobba-Douglasa {\displaystyle \alpha +\beta =1}, co skutkuje brakiem efektów skali (wzrost {\displaystyle K} i {\displaystyle L} o 100% spowoduje wzrost {\displaystyle Y} także o 100%). Założenie to jest postulatem części makroekonomistów, argumentujących, że z jednej strony w całej gospodarce nie ma niekorzyści skali, bo zakłady pracy można po prostu kopiować, z drugiej jednak strony istnieje wiele zakładów pracy, które osiągnęły już optymalną wielkość.
Zdjęcie ostatniego założenia daje funkcję typu Cobba-Douglasa. W przypadku {\displaystyle \alpha +\beta >1} mamy korzyści skali, w odwrotnym przypadku są ujemne skutki skali.
W uogólnieniu funkcja Cobba-Douglasa – to funkcja wielu zmiennych wyrażająca się wzorem
{\displaystyle F(X_{1},X_{2},\dotsc ,X_{N})=a\prod _{i=1}^{N}X_{i}^{\alpha _{i}}}
określona dla {\displaystyle X_{1},X_{2},\dotsc ,X_{N}\geqslant 0.}
Funkcja posiada następujące własności:
1. jest nieujemna,
2. jest rosnąca,

a gdy {\displaystyle \sum _{i=1}^{N}{\alpha _{i}}=1}
1. funkcja jest homogeniczna stopnia pierwszego, tj. {\displaystyle \forall z>0\colon F(zX_{1},zX_{2},\dotsc ,zX_{N})=zF(X_{1},X_{2},\dotsc ,X_{N}),}

co daje stałe przychody względem skali produkcji.